# Різун Володимир Богданович (ентомолог)

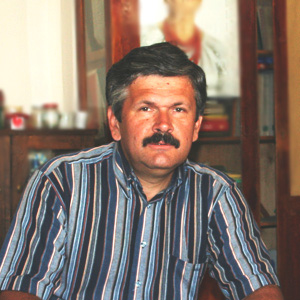
Володимир Різун

Володи́мир Богда́нович Різу́н (*29 жовтня 1960 р.) — провідний український спеціаліст у галузі дослідження жуків-турунів, ентомолог. Старший науковий співробітник, завідувач відділу музейного документування біоресурсів Державного природознавчого музею НАН України. Автор понад 250-ти наукових праць.

## Фахова біографія
У 1982 році закінчив біологічний факультет Львівського державного університету ім. І. Франка, спеціальність «Зоологія». З того часу працює на різних посадах у Державному природознавчому музеї. З 1986 до 1990 року навчався в аспірантурі без відриву від виробництва в Інституті зоології імені І. І. Шмальгаузена НАН України (м. Київ). У 1991 р. захистив кандидатську дисертацію на тему «Туруни (Coleoptera, Carabidae) Українських Карпат».

## Визнання
На честь Володимира Богдановича названо новий біологічний вид зі Східних Карпат: Ecdyonurus rizuni sp. nov. (Ephemeroptera: Heptageniidae)

## Ключові наукові розробки
Серед інших розробок в останні роки відомими і важливими для розвитку музейної справи та моніторингу біотичного різноманіття стали розробки порталу "Біорізноманіття України". Основні його особливості і переваги викладено у відповідних наукових працях і представлено у форматі круглого столу на П'ятій Міжнародній конференції з природничої музелогії (Київ, Національний науково-природничий музей НАН України, жовтень 2019) та у працях цієї конференції .

## Наукові праці

### Монографічні видання
1. Різун В. Б., Коновалова І. Б., Яницький Т. П. Рідкісні і зникаючі види комах України в ентомологічних колекціях Державного природознавчого музею. — Львів, 2000. — 71 с.
2. Різун В. Б. Туруни Українських Карпат. — Львів, 2003. — 210 с.
3. Приходько М. М., Карамушка В. І., Приходько М. М. (sen.), Фреїк Б. М., Мовчан Я. І., Царенко П. М., Приходько Н. Ф., Штиркало Я. Є., Кащишин О. К., Буняк В. І., Різун В. Б., Коновалова І. Б., Тимочко В. Б., Яницький Т. П. Біотичне та ландшафтне різноманіття басейну р. Гнила Липа (стан і планування збереження, невиснажливого використання та відтворення). — Івано-Франківськ, 2009. — 220 с.
4. Годлевська О., Парнікоза І., Різун В., Фесенко Г., Куцоконь Ю., Загороднюк І., Шевченко М., Іноземцева Д. Фау-на України: охоронні категорії. Довідник. Видання друге, перероблене та доповнене / За ред. О. Годлевської, Г. Фесенка. — Київ, 2010. — 80 с.
5. Членистоногі природного заповідника «Розточчя» / Різун В. Б., Геряк Ю. М., Гірна А. Я., Годунько Р. Й., Канарський Ю. В., Капрусь І. Я., Коновалова І. Б., Ліщук А. В., Мартинов В. В., Мартинов О. В., Мателешко О. Ю., Меламуд В. В., Нікуліна Т. В., Пушкар Т. І., Стрямець Г. В., Трач В. А., Філик Р. А., Чумак В. О., Шрубович Ю. Ю., Яницький Т. П. — Львів, 2010. — 395 с.
6. Червона книга Українських Карпат. Тваринний світ / заг. редакція — О. Ю. Мателешко, Л. А. Потіш / Авторський колектив: А.-Т. В. Башта, В. М. Бровдій, Р. С. Варгович, Ю. М. Геряк, Р. І. Гураль, Н. В. Гураль-Сверлова, К. В. Євтушенко, Ю. В. Канарський, І. Я. Капрусь, І. Б. Коновалова, Є. Ляшенко, О. Ю. Мателешко, Л. І. Мелещук, Л. А. Потіш, В. Б. Різун, В. Г. Рошко, Н. А. Смірнов, І. В. Скільський, С. І. Фаринець, Т. П. Яницький. — Ужгород: Карпати, 2011. — 336 с.
7. Рідкісні та зникаючі види тварин Львівської області / ред.. А.-Т. Башта, Ю. В. Канарський, М. П. Козловський / Колектив авторів: Башта А.-Т. В., Канарський Ю. В., Андріанов О. В., Бокотей А. А., Геряк Ю. М., Горбань І. М., Гринчишин Т. Ю., Гураль Р. І., Гураль-Сверлова Н. В., Дзюбенко Н. В., Дикий І. М., Івашків І. М., Коновалова І. Б., Кусьнеж О. В., Лєснік В. В., Мартинов В. В., Мартинов О. В., Панін Р. Ю., Решетило О. С., Різун В. Б., Струс Ю. М., Черемних Н. М. — Львів: Ліга-Прес, 2013. — 224 с.

### Ключові наукові публікації
1. Загайкевич І. К., Різун В. Б. Стафілініди роду педерус (Staphylinidae, Paederinae, Paederus F.) // Каталог музейних фондів. — Київ: Наукова думка, 1985. — С. 69-72.
2. Різун В. Б. Жужелиці триби Trechini (Coleoptera, Carabidae) // Каталог музейних фондів. — Львів, 1986. — С.83-93.
3. Загайкевич І. К., Харамбура Я. Й., Різун В. Б. Жужелиці роду Amara Bon. (Coleoptera, Carabidae) // Каталог музейних фондів. — Львів, 1986. — С.94-103.
4. Ризун В. Б. Семейство Carabidae // Почвенные членистоногие Украинских Карпат. — Киев: Наукова думка, 1988. — С.146-160.
5. Шиленков В. Г., Ризун В. Б. Новый вид слепой жужелицы рода Duvalius (Coleoptera, Carabidae) из Закарпатья // Вестник зоологии. — 1989. — № 4. — С.83-85.
6. Ризун В. Б. Новые данные о жужелице Leistus baenningeri Roub. (Coleoptera, Carabidae) — эндемике Карпат // Вестник зоологии. — 1990. — № 1. — С.58.
7. Ризун В. Б. Жужелицы (Coleoptera, Carabidae) родов Calosoma Web., Carabus (L.), Cychrus F. // Каталог музейных фондов. — Львов, 1990. — С.137-166.
8. Ризун В. Б. Жужелицы (Coleoptera, Carabidae) Украинских Карпат. — Автореф. дисс. канд. биол. наук. — Киев, 1991. — 19 с.
9. Різун В. Б. Каталог жужелиць (Coleoptera, Carabidae) Західної України. 1. Рід Cicindela L. // Західноукраїнський зоологічний огляд. — Львів, 1994. — № 1. — С.16-28.
10. Ризун В. Б. Abax sc[h]uppeli rendschmidti (Germ.) (Coleoptera, Carabidae) в Западном Подолье // Вестник зоологии. — 1994. — № 2. — С.11.
11. Ризун В. Б., Яницкий Т. П. Новый вид пещерных жужелиц рода Duvalius (Coleoptera, Carabidae) из Украинских Карпат // Вестник зоологии. — 1994. — № 3. — С.79-82.
12. Rizun V.B. A new species of the genus Trechus Clairv. (Coleoptera, Carabidae) from the beech forests of south-western part of the Ukrainian Carapathians // Polskie Pismo Entomologiczne. — 1994. — 63. — S.29-36.
13. Різун В. Б. Матеріали до фауни жужелиць (Coleoptera, Carabidae) Розточчя і природного районування заходу України // Наукові записки Державного природознавчого музею НАН України. — Львів, 1994. — 11. — С.41-46.
14. Різун В. Б. Деякі параметри структурної організації карабідокомплексів лісів Розточчя та Українських Карпат як складової частини мезофауни ґрунту // Наукові записки Державного природознавчого музею НАН України. — Львів, 1996. — 12. — С.53-55.
15. Rizun W., Pawłowski J. Wstępne badania biegaczowatych (Coleoptera, Carabidae) gór Czywczyńskich (Ukrainskie Karpaty Wschodnie) // Roczniki Bieszczadzkie. — 1997. — 6. — S.185-194.
16. Rizun W.B. Biegaczowate (Coleoptera, Carabidae) Roztocza // Fragmenta Faunistica. — Warszawa. — 1998. — 41, № 5. — S.33-47.
17. Різун В. Б., Філик Р. А. Методика і досвід інвентаризації наземної мезофауни природного заповідника «Розточчя» // Природа Розточчя. — Івано-Франкове: ПЗ «Розточчя», 1999. — Вип.1. — С.163-168.
18. Rizun V. Biegaczowate (Coleoptera, Carabidae) Beskidów Ukraińskich i Poloniny Równej // Roczniki Bieszczadzkie. — 1999. — 8. — S.225-238.
19. Різун В. Б. Угруповання турунів (Coleoptera, Carabidae) вторинних ялинових лісів Бескид (Українські Карпати) // Вестник зоологии. — 2000. — Отдельный выпуск № 14, часть 1. — С.67-78.
20. Філик Р. А., Різун В. Б. Ентомокомплекси різних типів лісу і їх значення у функціонуванні лісових екосистем // Науковий вісник / Збірник науково-технічних праць УкрДЛТУ. — 2000. — Вип.10.2. — С.95-105.
21. Riedl T., Rizun W. Katalog zbioru Lepidoptera Muzeum Przyrodniczego we Lwowie. Część I // Wiadomości entomologiczne. — Poznań. — 2002. — 21, № 1. — S.27-34.
22. Різун В. Б., Храпов Д. С. До вивчення турунів (Coleoptera, Carabidae) Львова (Сихівський та Винниківський лісопарки) // Наукові записки Державного природознавчого музею. — Львів, 2001. — 16. — С.103-108.
23. Різун В. Б. Жуки-туруни (Coleoptera, Carabidae) природного заповідника «Ґорґани» // Наукові записки Державного природознавчого музею. — Львів, 2002. — 17. — С.63-80.
24. Хоєцький П. Б., Ходзінський В. П., Різун В. Б. До питання про живлення крота європейського в Розточчі і Західному Поділлі // Науковий вісник: Збірник науково-технічних праць. — Львів: УкрДЛТУ. — 2002, вип. 12.8. — С.42-47.
25. Різун Е. М., Різун В. Б. До питання про кормову базу земноводних у лісах Розточчя (на прикладі Rana temporaria L.) // Науковий вісник Ужгородського національного університету. Серія: Біологія. — 2003. — № 12. — С.82-88.
26. Ризун В. Б. Жесткокрылые Западного Волыно-Подолья. История изучения карабидофауны региона. Материал и методика исследований карабидофауны. Обзор жужелиц Западного Волыно-Подолья // Экология и фауна почвенных беспозвоночных Западного Волыно-Подолья. — Киев: Наукова думка, 2003. — С.173-232.
27. Ризун В. Б. Педокомплексы беспозвоночных в системе биогеоценотических связей // Экология и фауна почвенных беспозвоночных Западного Волыно-Подолья. — Киев: Наукова думка, 2003. — С.271-354.
28. Rizun V. Some methodological approaches to study of carabid beetle (Coleoptera: Carabidae) communities // Baltic Journal of Coleopterology. — 2003. — 3, № 2. — P.97-100.
29. Різун В. Б., Чумак В. О. Угруповання турунів (Coleoptera: Carabidae) букових пралісів Українських Карпат // Вестник зоологии. — 2003. — Отдельный выпуск № 16. — С.114-120.
30. Різун В. Б. До вивчення угруповань жуків-турунів (Coleoptera, Carabidae) лісів національного природного парку «Гуцульщина» // Наукові записки Державного природознавчого музею. — Львів, 2003. — 18. — С.77-84.
31. Ходзінський В. П., Різун В. Б. Літній аспект живлення крота європейського (Talpa europaea L.) у свіжих сугрудах Розточчя // Науковий вісник: Збірник науково-технічних праць. — Львів: УкрДЛТУ. — 2003, вип. 13.3. — С.148-155.
32. Різун В. Б., Тимочко В. Б., Чумак В. О. Угруповання жуків-турунів (Coleoptera, Carabidae) букових та ялицевих лісів Карпатського національного природного парку // Науковий вісник Ужгородського університету. Серія Біологія. — 2004. — Випуск 14. — С.34-43.
33. Різун В. Б. Угруповання жуків-турунів (Coleoptera, Carabidae) дібров Західного Поділля // Наукові записки Державного природознавчого музею. — Львів, 2004. — 20. — С.123-132.
34. Ranius T., Aguado L.O., Antonsson K., Audisio P., Ballerio A., Carpaneto G.M., Chobot K., Gjurasin B., Hanssen O., Huijbregts H., Lakatos F., Martin O., Neculiseanu Z., Nikitsky N.B., Paill W., Pirnat A., Rizun V., Ruicanescu A., Stegner J., Suda I., Szwalko P., Tamutis V., Telnov D., Tsinkevich V., Versteirt V., Vignon V., Vogeli M., Zach P. Osmoderma eremita (Coleoptera, Scarabaeidae, Cetoniinae) in Europe // Animal Biodiversity and Conservation. — 2005. — 28.1. — P.1-44.
35. Chumak V., Duelli P., Rizun V., Obrist M.K., Wirz P. Arthropod biodiversity in virgin and managed forests in Central Europe // Forest Snow and Landscape Research / Natural Forests in the Temperate Zone of Europe: biological, social and economic aspects. — 2005. — Vol. 79, № 1/2. — P.101-110.
36. Різун В. Б. Рідкісні та зникаючі види жуків-турунів (Coleoptera, Carabidae) Закарпаття // Наукові записки Державного природознавчого музею. — Львів, 2005. — 21. — С.197-206.
37. Різун В., Капелюх Я. Фауна жуків-турунів (Coleoptera, Carabidae) природного заповідника «Медобори» // Науковий вісник Ужгородського університету. Серія Біологія. — 2005. — Випуск 17. — С.136-143.
38. Решетило О., Різун Е., Різун В. Проблема смертності земноводних на автошляхах і способи її вирішення // Вісник Львівського ун-ту. Серія біологічна. — 2006. — Вип. 42. — С.70-78.
39. Різун В. Б. Типи жуків-турунів (Coleoptera, Carabidae) // Номенклатурні типи і типові серії (1). Наукові колекції Державного природознавчого музею. Вип. 2. — 2006. — C.105-106.
40. Чумак В. О., Дербаль О. Ф., Різун В. Б., Прокопенко О. В., Косьяненко О. В. Фауністичне різноманіття узлісся ялинового лісу // Науковий вісник Ужгородського університету. Серія Біологія. — 2007. — Випуск 18. — С.72-82.
41. Різун В. Б., Білецький Ю. В. Угруповання жуків-турунів (Coleoptera, Carabidae) соснових лісів Шацького національного природного парку // Наукові записки Державного природознавчого музею. — Львів, 2007. — 23. — С.171-178.
42. Різун В. Б. Trechus amplicollis Fairmaire 1859 (Coleoptera, Carabidae) — новий вид для фауни України // Наукові записки Державного природознавчого музею. — Львів, 2007. — 23. — С.225-226.
43. Решетило О., Різун В., Канарський Ю. Структура угруповань земноводних у заплавах басейну Верхнього Дністра // Науковий вісник Ужгородського університету. Серія Біологія. — 2007. — Випуск 21. — С.117-120.
44. Rizun V.B. Miscodera arctica (Paykull, 1798) (Coleoptera, Carabidae) — new genus and new species for ukrainian fauna // Науковий вісник Ужгородського університету. Серія Біологія. — 2008. — Випуск 23. — С.223-224.
45. Різун В. Б., Решетило О. С., Різун Е. М. Особливості живлення Pelobates fuscus (Laurenti, 1768) (Amphibia, Anura, Pelobatidae) на Опіллі та Західному Поліссі // Науковий вісник Ужгородського університету. Серія Біологія. — 2008. — Випуск 23. — С.225-229.
46. Roth M., Kozlowsky M., Rizun V., Bräsicke N. Species and Functional Diversity of Soil-dwelling Invertebrates in Forest Ecosystems of the Upper Dnister Basin — Evaluation of Anthropogenic Effects // Transformation processes in the Western Ukraine. Concepts for a sustainable land use. — Berlin: Weißensee Verlag, 2008. — P.235-249.
47. Різун В. Б., Чумак В. О. Континуально-циклічна концепція зоокомплексу клімаксової (пралісової) екосистеми // Науковий вісник Ужгородського університету. Серія Біологія. — 2008. — Випуск 24. — С.24-34.
48. Різун В. Б. Моніторинг угруповання жуків-турунів (Coleoptera: Carabidae) природного заповідника «Розточчя» // Вісті Харківського ентомологічного товариства 2007 (2008). — 15, вип. 1-2. — С.62-67.
49. Різун Е. М., Різун В. Б. Вплив ропухи сірої (Bufo bufo L.) на гільдії герпетобіонтних твердокрилих // Науковий вісник Національного лісотехнічного університету України. Збірник науково-технічних праць. — Львів: РВВ НЛТУ України. — 2010. — Вип. 20.1. — С.8-13.
50. Тимочко В. Б., Чумак В. О., Різун В. Б., Кос'яненко О. В., Мателешко О. Ю., Мартинов В. В., Назаренко В. Ю., Петренко А. А., Прокопенко О. В. Тваринний світ. Безхребетні // Киселюк О. І., Приходько М. М., Яворський А. І. і ін. Карпатський національний природний парк. — Івано-Франківськ: Фоліант, 2009. — С.177-196.
51. Канарський Ю. В., Різун В. Б. Угруповання турунів (Coleoptera, Carabidae) у корінних і похідних екосистемах поясу букових лісів Українських Карпат // Науковий вісник Ужгородського університету. Серія Біологія. — 2010. — Випуск 29. — С.52-61.
52. Різун В. Б., Чумак В. О., Щерба М. С. Угруповання жуків-турунів (Coleoptera, Carabidae) букових лісів південного макросхилу хребта Боржава (Українські Карпати) // Науковий вісник Ужгородського університету. Серія Біологія. — 2010. — Випуск 29. — С.93-101.
53. Різун В. Б., Чумак В. О. До вивчення жуків-турунів (Coleoptera, Carabidae) Волинського Полісся // Природа Західного Полісся та прилеглих територій. Збірник наукових праць. — Луцьк, 2010. — № 7. — С.149-153.
54. Kubisz D., Kajtoch Ł., Mazur M.A., Rizun V. Molecular barcoding for central-eastern European Crioceris leaf-beetles (Coleoptera: Chrysomelidae) // Central European Journal of Biology. — 2012. — 7(1). — P.69-76.
55. Різун В. Б., Чумак М. В., Lachat T., Чумак В. О., Різун Е. М., Середюк Г. В. Структурні особливості та ймовірні шляхи філоценогенезу угруповання жуків-турунів (Coleoptera, Carabidae) букового пралісу (Українські Карпати) // Науковий вісник Ужгородського університету. Серія Біологія. — 2011. — Вип. 31. — С.16-28.
56. Никулина Т. В., Ризун В. Б., Чумак В. О., Мендельштам М. Ю. Первая находка жука-короеда Crypturgus subcribrosus (Coleoptera, Curculionidae, Scolytinae) в фауне Украины // Вестник зоологии. — 2012. — 46, вып. 5 — С.414.
57. Різун В. Б., Мелещук Л. І., Скільський І. В. Знахідки жуків-турунів (Coleoptera, Carabidae) у гніздах птахів // Наукові записки Державного природознавчого музею. — Львів, 2013. — 29. — С.136.
58. Різун В. Б. Угруповання жуків-турунів (Coleoptera, Carabidae) грабової діброви ландшафтно-ботанічного заказника «Совий яр» національного природного парку «Подільські товтри» // Наукові записки Державного природознавчого музею. — Львів, 2013. — 29. — С.137-142.
59. Jong Y, Kouwenberg J, Boumans L, Hussey C, Hyam R, Nicolson N, Kirk P, Paton A, Michel E, Guiry M, Boegh P, Pedersen H, Enghoff H, von Raab-Straube E, Güntsch A, Geoffroy M, Müller A, Kohlbecker A, Berendsohn W, Appeltans W, Arvanitidis C, Vanhoorne B, Declerck J, Vandepitte L, Hernandez F, Nash R, Costello M, Ouvrard D, Bezard-Falgas P, Bourgoin T, Wetzel F, Glöckler F, Korb G, Ring C, Hagedorn G, Häuser C, Aktaç N, Asan A, Ardelean A, Borges P, Dhora D, Khachatryan H, Malicky M, Ibrahimov S, Tuzikov A, De Wever A, Moncheva S, Spassov N, Chobot K, Popov A, Boršić I, Sfenthourakis S, Kõljalg U, Uotila P, Olivier G, Dauvin J, Tarkhnishvili D, Chaladze G, Tuerkay M, Legakis A, Peregovits L, Gudmundsson G, Ólafsson E, Lysaght L, Galil B, Raimondo F, Domina G, Stoch F, Minelli A, Spungis V, Budrys E, Olenin S, Turpel A, Walisch T, Krpach V, Gambin M, Ungureanu L, Karaman G, Kleukers R, Stur E, Aagaard K, Valland N, Moen T, Bogdanowicz W, Tykarski P, Węsławski J, Kędra M, M. de Frias Martins A, Abreu A, Silva R, Medvedev S, Ryss A, Šimić S, Marhold K, Stloukal E, Tome D, Ramos M, Valdés B, Pina F, Kullander S, Telenius A, Gonseth Y, Tschudin P, Sergeyeva O, Vladymyrov V, Rizun V, Raper C, Lear D, Stoev P, Penev L, Rubio A, Backeljau T, Saarenmaa H, Ulenberg S (2015) PESI — a taxonomic backbone for Europe. Biodiversity Data Journal 3: e5848. doi: 10.3897/BDJ.3.e5848 [P.1-51]
60. Пучков А. В., Ризун В. Б. Жужелицы трибы Trechini (Coleoptera, Carabidae) фауны Украины // Український ентомологічний журнал — 2015. — Вып. 10, № 1-2. — С.14-33.
61. Різун В. Б., Дєдусь В. І. Еколого-біологічні особливості угруповань жуків-турунів (Coleoptera, Carabidae) Винниківського лісопарку м. Львова // Наукові записки Державного природознавчого музею. — Львів, 2016. — Вип. 32. — С.129-136.
62. Дєдусь В.І., Різун В.Б. Угруповання жуків-турунів (Coleoptera, Carabidae) лісів комплексної зеленої зони міста Львова // Науковий вісник Ужгородського університету. Серія Біологія. – 2018. – Вип. 44. – С.13-21.
63. Різун, В., Щербаченко, Т. 2019. Центр даних «Біорізноманіття України» — інструмент для роботи з природничими музейними колекціями. Природнича музеологія. Випуск 5. НАН України; Національний науково-природничий музей. Київ, 23–29. ISBN 978-966-02-8998-4 (online)
64. Різун В.Б., Глотов С.В., Гуштан Г.Г., Гуштан К.В., Коновалова І.Б., Кузярін О.Т., Савицька А.Г., Середюк Г.В., Щербаченко Т.М., Яницький Т.П. Використання інформаціного ресурсу Центр даних “Біорізноманіття України” для моніторингу біоти // Моніторинг та охорона біорізноманіття в Україні / Серія: «Conservation Biology in Ukraine». – 2020. – Вип.16, Т.3. – С.111-119.
65. Різун В., Щербаченко Т. Використання агрегаційних карт в інтернет-порталі Центр даних «Біорізноманіття України» для аналізу просторового розподілу біоти // GEO&BIO. — 2019. — Т.18. - С.164-172.
66. Glotov S.V., Hushtan K.V., Kanarsky Yu.V., Hushtan H.H., Rizun V.B. Rove beetles (Coleoptera, Staphylinidae) from the Carpathian Biosphere Reserve in collections of State museum of natural history (Lviv, Ukraine) // Proceedings of the State Natural History Museum.  – Lviv, 2020. – Issue 36. – P.53-60.
67. Різун В.Б. Угруповання жуків-турунів (Coleoptera, Carabidae) лісів Національного природного парку «Прип’ять-Стохід» // Наукові записки Державного природознавчого музею. – Львів, 2020. – Вип. 36. – С.171-180.
68. Середюк Г.В., Чумак В.О., Капелюх Я.І., Різун В.Б., Чумак М.В., Капустинський А.І., Шимків Н.Я. Сітчастокрилі (Insecta, Neuroptera) ПЗ «Медобори». Наукові записки Державного природознавчого музею. 2022. Вип.38. С.157-168.
69. Rizun V., Diedus V. Catalogue of Rhysodes sulcatus (Fabricius, 1787) (Coleoptera, Carabidae) specimens deposited in the State Museum of Natural History NASU, Lviv, Ukraine // Catalogue of the digitized collections, deposited in the State Museum of Natural History, National Academy of Sciences of Ukraine. Iss. 1. Herbarium, entomological & mammological collections. - Lviv, 2023. - P.101-110.
70. Rizun V. Catalogue of Odacantha melanura (Linnaeus, 1767) (Coleoptera, Carabidae) specimens deposited in the State Museum of Natural History NASU, Lviv, Ukraine // Catalogue of the digitized collections, deposited in the State Museum of Natural History, National Academy of Sciences of Ukraine. Iss. 1. Herbarium, entomological & mammological collections. - Lviv, 2023. - P.111-123.
71. Bokotey A., Savytska A., Rizun V. Catalogue of Felidae (Mammalia, Carnivora) family specimens deposited in the State Museum of Natural History NASU, Lviv, Ukraine // Catalogue of the digitized collections, deposited in the State Museum of Natural History, National Academy of Sciences of Ukraine. Iss. 1. Herbarium, entomological & mammological collections. - Lviv, 2023. - P.226-245.

### Інші наукові публікації
(Тези доповідей, статті у наукових збірках і матеріалах конференцій тощо)
1. Ризун В.Б. К изучению распространения и экологии видов рода Trechus Clairv. (Coleoptera, Carabidae) в Украинских Карпатах // Проблемы почвенной зоологии. Тезисы докладов VIII всесоюзного совещания. - Ашхабад. - 1984. - Кн. 2. - С.73-74.
2. Ризун В.Б. Новые находки редких видов жужелиц (Coleoptera, Carabidae) в Украинских Карпатах // IX съезд Всесоюзного энтомологического общества. Тезисы докладов. Киев: Наукова думка, 1984. - Ч. 2. - С.124.
3. Ризун В.Б. Жужелицы (Coleoptera, Carabidae) лесов Росточья // III съезд Украинского энтомологического общества. Тезисы докладов. - Киев, 1987. - С.166-167.
4. Ризун В.Б., Лазуткин Г.Г. Жужелицы (Coleoptera, Carabidae) Карпатского государственного заповедника и вопросы их охраны // Проблемы изучения и охраны заповедных экосистем. Тезисы докладов научно-практической конференции, посвященной 20-летию Карпатского государственного заповедника. - Рахов, 1988. - С.120-121.
5. Ризун В.Б. Жужелицы (Coleoptera, Carabidae) трибы Nebriini // Биосистематика структуры музейных фондов / Львовский ун-т, Государственный природоведческий музей АН УССР. - Львов, 1989. - С.99-106. - Деп. В ВИНИТИ 13.03.89, №1634-В89.
6. Загайкевич И.К., Ризун В.Б., Яворницкий В.И. К изучению жужелиц (Coleoptera, Carabidae) некоторых лесных экосистем запада УССР // Экология и таксономия насекомых Украины / Сборник научных трудов УЭО. - Киев-Одесса: Головное изд-во издательского объединения "Выща школа", 1989. - Вып. 3. - С.84-86.
7. Капрусь И.Я., Меламуд В.В., Ризун В.Б., Сусуловский А.С. Сукцессионные изменения фауны беспозвоночных животных в почвах поймы реки Верещица // Экологические вопросы рационального природопользования. Тезисы докладов 8-ой конференции молодых ученых-биологов. - Рига, 1989. - С.48-49.
8. Ризун В.Б. Жужелицы (Coleoptera, Carabidae) лесов Росточья и возможности их использования для биоиндикации // Badania biologiczne ekosystemów lądowych i wodnych Roztocza i Karpat Wschodnich w warunkach antropopresji. Lubelsko - Lwowska Sesja naukowa 25-27 września 1989. - Lublin: Instytut biologii uniwersytetu Marii Curie-Skłodowskiej, 1990. - S.95-96.
9. Ризун В.Б. Модельная структура компьютерной базы данных для энтомологических коллекций // Применение персональных компьютеров в биологии. Тезисы докладов межреспубликанской школы. Львов, 18-22 марта 1991 г. - Минск: Экоинфо, 1991. - С.37-39.
10. Загайкевич І.К., Капрусь І.Я., Меламуд В.В., Різун В.Б., Сверлова Н.В., Сусуловський А.С., Яницький Т.П. Ґрунтові безхребетні (Invertebrata) західної України, перспективи досліджень // IV з'їзд Українського ентомологічного товариства. Тези доповідей. - Харків, 1992. - С.61-62.
11. Різун В.Б. Стан і перспективи вивчення жужелиць (Coleoptera, Carabidae) західної України // IV з'їзд Українського ентомологічного товариства. Тези доповідей. - Харків, 1992. - С.142-143.
12. Різун В.Б. Загальна характеристика жужелиць (Coleoptera, Carabidae) Українських Карпат // Фауна Східних Карпат: сучасний стан і охорона. - Ужгород, 1993. - С.229-231.
13. Rizun V. The General Characteristic of carabid Beetles (Coleoptera, Carabidae) of the Ukrainian Carpathians Fauna // The East Carpathians Fauna: its Present State and Prospects of Preservations. Abstracts. - Uzhgorod, 1993. - P.47-48.
14. Різун В.Б. Мезофауна ґрунту і жужелиці (Coleoptera, Carabidae) як її складова частина у системі екологічного моніторингу в Українських Карпатах // Екологічні основи оптимізації режиму охорони і використання природно-заповідного фонду. Тези доповідей міжнародної науково-практичної конференції, присвяченої 25-річчю Карпатського біосферного заповідника, 11-15 жовтня 1993 року. - Рахів, 1993. - С.270-271.
15. Різун В.Б., Яворницький В.І. Перша вірогідна знахідка жужелиці Abax ovalis (Duft.) на території України // Західноукраїнський зоологічний огляд. - Львів, 1994. - №1. - С.62.
16. Rizun V.B., Chumak V.O. The ground beetles (Coleoptera, Carabidae) as the object of monitoring investigations on the preserved territories of the Ukrainian Carpathians // Methods of monitoring of the nature in the Carpathian National Parks and Protected Areas. # Reports from Conference, Rachiv, Ukraine, 18-21 October 1995. - Rakhiv: Carpathian Biosphere Reserve, 1996. - P.91-96.
17. Різун В.Б. Родина Туруни - Carabidae // Біорізноманіття Карпатського біосферного заповідника. - Київ, 1997. - С.256-257, 665-672.
18. Різун В.Б. Раритетні види турунів Карпатського заповідника // Біорізноманіття Карпатського біосферного заповідника. - Київ, 1997. - С.278-279.
19. Різун В.Б. Видове багатство та висотний розподіл карабідофауни // Біорізноманіття Карпатського біосферного заповідника. - Київ, 1997. - С.307-308.
20. Різун В.Б., Коновалова І.Б., Яницький Т.П. Нові місця знахідок червонокнижних видів прямокрилих, твердокрилих і лускокрилих комах (Insecta: Orthoptera, Coleoptera, Lepidoptera) // Наукові записки Державного природознавчого музею НАН України. - Львів, 1997. - 13. - С.64.
21. Різун В.Б., Мателешко О.Ю. Parophonus mendax (Rossi, 1790) (Coleoptera, Carabidae) - новий вид для фауни України // Наукові записки Державного природознавчого музею НАН України. - Львів, 1997. - 13. - С.68.
22. Rizun V.B. On study of Carabus (Eucarabus) obsoletus Sturm, 1815 (Coleoptera, Carabidae) bionomy // Наукові записки Державного природознавчого музею НАН України. - Львів, 1997. - 13. - С.82.
23. Soukovata L., Rizun V. Comparative analysis of Carabidae communities in the Ukrainian Carapathians: beech virgin forests vs natural beech forests vs clear cut area // Waloryzacja ekosystemów leśnych metodami zooindykacyjnymi. VI Sympozjum Ochrony Ekosystemów Lesnych. Jedlina 2-3 grudnia 1996 r. - Warszawa, 1997. - S.233-240.
24. Різун В.Б. Біорізноманіття і висотний розподіл турунів (Coleoptera, Carabidae) Свидовецького хребта // Карпатський регіон і проблеми сталого розвитку. Матеріали міжнародної науково-практичної конференції, присвяченої 30-річчю Карпатського біосферного заповідника, 13-15 жовтня 1998 року. - 1998. - Рахів. - 2. - С.275-280.
25. Філик Р.А., Різун В.Б. Дослідження безхребетних в природному заповіднику "Розточчя" // Науковий вісник: Дослідження, охорона та збагачення біорізноманіття / Збірник науково-технічних праць. - Львів: УкрДЛТУ. - 1999. - Вип.9.9. - С.268-273.
26. Філик Р.А., Різун В.Б. Загальна характеристика фауни безхребетних // Біогеоценози заповідника "Розточчя" і розробка наукових основ їх охорони (Літопис природи) / Природний заповідник "Розточчя". - Український державний лісотехнічний університет. - Івано-Франкове, 1999. - Кн.12. - С.128-159. - Укр. - Деп. В ДНТБ України 04.01.2000, №1 - Ук 2000.
27. Філик Р.А., Різун В.Б. Чисельність наземних безхребетних // Біогеоценози заповідника "Розточчя" і розробка наукових основ їх охорони (Літопис природи) / Природний заповідник "Розточчя". - Український державний лісотехнічний університет. - Івано-Франкове, 1999. - Кн.12. - С.181-198. - Укр. - Деп. В ДНТБ України 04.01.2000, №1 - Ук 2000.
28. Різун В.Б. Нові дані про рідкісні та зникаючі види комах (Insecta) України // Республіканська ентомологічна конференція присвячена 50-й річниці заснування Українського ентомологічного товариства. Тези доповідей. Ніжин, 19-23 серпня 2000 р. - Ніжин: ТОВ "Наука сервіс", 2000. - С.111.
29. Різун В.Б. Ендемічні види турунів (Coleoptera, Carabidae) на території Карпатського національного природного парку // Національні природні парки: проблеми становлення і розвитку. - Яремче, 2000. - С.242-247.
30. Філик Р.А., Різун В.Б. Рідкісні види комах та проблеми їх охорони на Розточчі // Проблеми і перспективи розвитку природоохоронних об'єктів на Розточчі. - Львів: Логос, 2000. - С.175-177.
31. Rizun W., Riedl T. Nowe dane o występowaniu trzech gatunków Carabidae (Coleoptera) w północnej Polsce // Wiadomości Entomologiczne. - Poznań, (2000) 2001. - 19, №3-4. - S.194.
32. Різун В.Б., Капелюх Я.І. До вивчення угруповань жуків-турунів (Coleoptera, Carabidae) природного заповідника "Медобори" // Роль природно-заповідних територій Західного Поділля та Юри Ойцовської у збереженні біологічного та ландшафтного різноманіття. - Гримайлів. - 2002. - С.102-103.
33. Різун В.Б., Різун Е.М. Фрагментація біогеоценотичного покриву Українських Карпат і проблеми збереження різноманіття тварин // Гори і люди (у контексті сталого розвитку). Матеріали міжнародної конференції 14-18 жовтня 2002 р. - Рахів. - 2002. - 2. - С.455-459.
34. Різун В.Б. Пам'яті Івана Корниловича Загайкевича // Наукові записки Державного природознавчого музею. - Львів, 2001. - 16. - С.177-178.
35. Чорнобай Ю.М., Климишин О.С., Бокотей А.А., Войчишин В.К., Дригант Д.М., Капрусь І.Я., Різун В.Б., Тасєнкевич Л.О. Наукова концепція експозиції Державного природознавчого музею НАН України // Наукові записки Державного природознавчого музею. - Львів, 2002. - 17. - С.1-14.
36. Різун В.Б. Угруповання турунів (Coleoptera, Carabidae) букових лісів Західної України // VI з'їзд Українського ентомологічного товариства. Біла Церква, 8-11 вересня 2003 р. - Ніжин, 2003. - С.106.
37. Chumak V., Duelli P., Rizun V., Obrist M.K., Wirz P. Arthropod biodiversity in virgin and managed forests ecosystems // Natural Forests in the Temparate Zone of Europe - Values and Utilisation. International Conference in Mukachevo, Transcarpathia, Ukraine, October 13-17, 2003. - Birmensdorf - Rakhiv, 2003. - P.50.
38. Чумак В., Дуеллі П., Різун В., Обріст М.К., Вірц П. Біорізноманіття членистоногих пралісових та господарських лісових екосистем // Природні ліси в помірній зоні Європи - цінності та використання. міжнародна конференція в Мукачеві, Закарпаття, Україна. 13-17 жовтня 2003. - Бірменсдорф - Рахів, 2003. - С.51.
39. Rizun V. A comparison of the carabid communities of virgin and exploited beech forests in the Ukraine // Natural Forests in the Temparate Zone of Europe - Values and Utilisation. International Conference in Mukachevo, Transcarpathia, Ukraine, October 13-17, 2003. - Birmensdorf - Rakhiv, 2003. - P.118.
40. Різун В.Б. Порівняльна характеристика угруповань жуків-турунів букових пралісів і експлуатованих букових лісів України // Природні ліси в помірній зоні Європи - цінності та використання. міжнародна конференція в Мукачеві, Закарпаття, Україна. 13-17 жовтня 2003. - Бірменсдорф - Рахів, 2003. - С.119.
41. Різун В.Б., Капелюх Я.І. Угруповання жуків-турунів (Coleoptera, Carabidae) деяких біоценозів природного заповідника "Медобори" // Роль природно-заповідних територій Західного Поділля та Юри Ойцовської у збереженні біологічного та ландшафтного різноманіття. - Гримайлів, 2003. - С.491-498.
42. Різун В.Б. Розмірна структура угруповань жуків-турунів (Coleoptera, Carabidae) як показник стану екосистеми // Загальна і прикладна ентомологія в Україні. Тези доповідей наукової ентомологічної конференції, присвяченої пам'яті члена-кореспондента НАН України, доктора біологічних наук, професора Володимира Гдальєвича Доліна, 15-19 серпня 2005 р., м. Львів. - Львів, 2005. - С.180-181.
43. Ranius T., Aguado L.O., Antonsson K., Audisio P., Ballerio A., Carpaneto G.M., Chobot K., Gjurasin B., Hanssen O., Huijbregts H., Lakatos F., Martin O., Neculiseanu Z., Nikitsky N.B., Paill W., Pirnat A., Rizun V., Ruicanescu A., Stegner J., Suda I., Szwalko P., Tamutis V., Telnov D., Tsinkevich V., Versteirt V., Vignon V., Vogeli M., Zach P. Osmoderma eremita (Scopoli, 1763) (Coleoptera: Scarabaeidae: Cetoniinae) in Europe: a short summary of a pan-European project // Proceedings of the 3rd Symposium and Workshop on the Conservation of Saproxylic Beetles. - Riga, Latvia, 7th-11th July, 2004 / Latvijas entomologs. - Supplementum VI. - 2005. - P.79-82.
44. Chumak V., Duelli P., Rizun V., Obrist M.K., Wirz P. Arthropod biodiversity in virgin and managed forests in Central Europe // Natural Forests in the Temperate Zone of Europe - Values and Utilisation / Conference 13-17 October 2003 Mukachevo, Ukraine. Proceedings. - Birmensdorf, Swiss Federal Research Institute WSL; Rakhiv, Carpathian Biosphere Reserve. - 2005. - P.251-259.
45. Rizun W. Polsko-ukraińskie badania entomofauny terenow gόrskich i wyżynnych Zachodniej Ukrainy // Biuletyn Muzeum Przyrodniczego w Krakowie. – Krakόw, 2005. – №3. – S.27-30.
46. Різун В.Б. Міжнародна ентомологічна конференція "Загальна і прикладна ентомологія в Україні", присвячена пам’яті члена-кореспондента НАН України, доктора біологічних наук, професора Володимира Гдальєвича Доліна (Львів, 15-18 серпня 2005 р.) // Наукові записки Державного природознавчого музею. – Львів, 2006. – 22. – С.213-214.
47. Prots B., Drescher A., Bashta T., Danylyk I., Godunko R., Inkin E., Julius E., Kichura V., Kish R., Lugovoy O., Meteleshko S., Mirutenko V., Mountford O., Myhaly A., Orlov O., Polyanovsky A., Popov S., Potish L., Rizun V., Sabadosh V., Sverlova N., Vovk O. Europe's little-known biodiversity hotspot: inventory of the Transcarpathian floodplain ecosystems // 1st European Congress of Conservation Biology "Diversity for Europe". – 22-26.08.2006. – Eger, Hungary. – 2006. – P.62.
48. Різун В.Б. Огляд жуків-турунів (Coleoptera, Carabidae) природного заповідника "Ґорґани" // Збереження та відтворення біорізноманіття Ґорґан. Матеріали науково-практичної конференції, присвяченої 10-річчю природного заповідника "Ґорґани". – Надвірна, 2006. – С.175-178.
49. Різун В.Б., Решетило О.С., Різун Е.М. Особливості живлення кумки жовточеревої (Bombina variegata (L.)) у природному заповіднику "Ґорґани" // Збереження та відтворення біорізноманіття Ґорґан. Матеріали науково-практичної конференції, присвяченої 10-річчю природного заповідника "Ґорґани". – Надвірна, 2006. – С.178-180.
50. Чумак В.О., Тимочко В.Б., Мателешко О.Ю., Киселюк О.І., Різун В.Б., Петренко А.А., Мартинов В.В., Назаренко В.В. Жуки (Coleoptera) ялицевих деревостанів Ґорґан // Збереження та відтворення біорізноманіття Ґорґан. Матеріали науково-практичної конференції, присвяченої 10-річчю природного заповідника "Ґорґани". – Надвірна, 2006. – С.267-270.
51. Іванець О.Р., Різун В.Б., Хмель І.І. Напівтвердокрилі (Insecta, Hemiptera) надродини Pentatomoidea Малого Полісся // Молодь та поступ біології / Тези доповідей Третьої Міжнародної наукової конференції студентів та аспірантів, 23-27 квітня 2007 р., м. Львів. – Львів, 2005. – С.278-279.
52. Різун В.Б. Моніторинг угруповань жуків-турунів (Coleoptera, Carabidae) західного регіону України // VII з’їзд Українського ентомологічного товариства. Тези доповідей. – Ніжин, 14-18 серпня 2007 р. – Ніжин, 2007. – С.112.
53. Різун В.Б. Перспективи дослідження ентомофауни печер природного заповідника "Медобори" // Охорона і менеджмент об’єктів неживої природи на заповідних територіях. Матеріали міжнародної науково-практичної конференції "Охорона і менеджмент об’єктів неживої природи на заповідних територіях" (смт Гримайлів, 21-23 травня 2008 р.). - Гримайлів-Тернопіль: "Джура", 2008. - С.270.
54. Різун В.Б. Комахи // Яворівський національний природний парк. До 10-річчя створення. - Львів: ЗУКЦ, 2008. - С.108-117.
55. Різун В.Б. Перша Львівська ентомологічна школа (смт Івано-Франкове, 25-26 травня 2007 р.) // Наукові записки Державного природознавчого музею. – Львів, 2008. – 24. – С.251.
56. Різун В.Б., Тимочко В.Б., Чумак В.О. Висотна диференціація угруповань жуків-турунів (Coleoptera, Carabidae) на північно-східному макросхилі Українських Карпат // Значення та перспективи стаціонарних досліджень для збереження біорізноманіття. До 50-річчя створення високогірного біологічного стаціонару Інституту екології Карпат НАН України "Пожижевська" / Матеріали міжнародної наукової конференції, присвяченої 50-річчю функціонування високогірного біологічного стаціонару "Пожижевська", Львів-Пожижевська, 23-27 вересня 2008 р. - Львів, 2008. - С.354-355.
57. Різун В.Б., Різун Е.М. Проблеми формування екологічної мережі та організації біотичного моніторингу, як складової частини державної системи моніторингу довкілля в Україні // Розвиток заповідної справи в Україні і формування пан’європейської екологічної мережі / Матеріали міжнародної науково-практичної конференції 11-13 листопада 2008 р. - Рахів, 2008. - С.357-366.
58. Кіш Р., Проць Б., Поляновський А., Башта Т.-А., Вовк О., Годунько Р., Данилик І., Дрешер А., Луговой О., Мателешко О., Мигаль А., Мірутенко В., Моунфорд О., Орлов О., Попов С., Потіш Л., Різун В., Сабадош В., Ямелинець Т. Регіональний ландшафтний парк "Притисянський" - збереження природної спадщини рівнинного Закарпаття. - Ужгород: Мистецька Лінія, 2009. - 20 с.
59. Різун В.Б. Друга Львівська ентомологічна школа (смт Івано-Франкове - с. Верещиця, 30-31 травня 2008 р.) // Наукові записки Державного природознавчого музею. – Львів, 2009. – 25. – С.303.
60. Круглов І., Проць Б., Башта А.-Т., Вовк О., Орлов О., Різун В. Басейн витоків річки Прут як водно-болотне угіддя міжнародного значення // Природні комплекси й екосистеми верхів’я ріки Прут: функціонування, моніторинг, охорона. матеріали науково-практичної регіональної конференції, 15-17 травня 2009 р. - Львів - Ворохта. - 2009. - С.297-299.
61. Мателешко О.Ю., Різун В.Б., Чумак В.О., Тимочко В.Б., Мартинов В.В., Петренко А.А., Односум В.К., Назаренко В.Ю. Твердокрилі (Insecta, Coleoptera) Карпатського національного природного парку // Збереження та відтворення біорізноманіття природно-заповідних територій. Матеріали міжнародної науково-практичної конференції, присвяченої 10-річчю Рівненського природного заповідника (м. Сарни, 11-13 червня 2009 року) / Ред. кол. Будз М. Д. та ін. - Рівне: ВАТ "Рівненська друкарня, 2009. - С.479-491.
62. Різун В.Б. До фауни жуків-турунів (Coleoptera, Carabidae) Українського Полісся // Збереження та відтворення біорізноманіття природно-заповідних територій. Матеріали міжнародної науково-практичної конференції, присвяченої 10-річчю Рівненського природного заповідника (м. Сарни, 11-13 червня 2009 року) / Ред. кол. Будз М.Д. та ін. - Рівне: ВАТ "Рівненська друкарня, 2009. - С.535-543.
63. Різун В.Б. Система моніторингу угруповань жуків-турунів (Coleoptera, Carabidae) в Українських Карпатах // Матеріали конференцій присвячених 20-річчю створення НПП «Синевир». – Синевир, 1-3 жовтня 2009 р. – Синевир, 2009. – С.133-134.

### Науково-популярні публікації
1. Різун В.Б. Волохата погань та інші крилаті ящери // Еники, беники… - 1997. - №1. - С.8.
2. Різун В. Що робити з носом, який важить 136 кілограмів? // Еники, беники… - 1997. - №2. - С.6.
3. Різун В.Б. Снігова людина нападає // Еники, беники… - 1997. - №3. - С.8.
4. Різун В.Б. Хто такий бубо бубо? // Еники, беники… - 1998. - №1(4). - С.8.
5. Ткачик В., Башта Т., Різун В. "Сколівські Бескиди": перше знайомство // Зелені Карпати. - 2001. - №1-2. - С.30-36.
6. Покиньчереда В., Різун В., Капрусь І., Сусуловський А. Таємниці карпатських печер // Зелені Карпати. - 2001. - №1-2. - С.68-69.
7. Вовк О.Б., Різун В.Б., Мамчур А.П. Подорож до природничих музеїв Нідерландів і Бельгії // Наукові записки ДПМ, 2014. – Вип. 30. – С. 217-222.